# Opistognathus punctatus
Opistognathus punctatus är en fiskart som beskrevs av Peters, 1869. Opistognathus punctatus ingår i släktet Opistognathus och familjen Opistognathidae. IUCN kategoriserar arten globalt som livskraftig. Inga underarter finns listade i Catalogue of Life.